# アウトバーン (映画)
『アウトバーン』（原題: Collide）は、2016年にアメリカ合衆国とドイツ、イギリス、中国が共同製作したアクション映画。監督をエラン・クリーヴィーが、脚本をF・スコット・フレイジャーとエラン・クリーヴィーが務めた。出演はニコラス・ホルト、フェリシティ・ジョーンズ、マーワン・ケンザリ、ベン・キングズレー、アンソニー・ホプキンス。

## ストーリー
自動車泥棒のケイシーはアメリカで指名手配されてドイツへ渡り、マフィアの手先となった。クラブで偶然出会った美しいジュリエットと恋に落ち、足を洗うケイシー。だが、ジュリエットは難病に冒されていた。ジュリエットの手術費用の為に、マフィアのボスのゲランから、一度限りの大仕事を請け負うケイシー。
ゲランの上には、大ボスで麻薬王のハーゲン・カールが君臨していた。カールを潰したいゲランは、カールが大量の麻薬を輸送する大型トラックの強奪をケイシーに命じたのだ。見事にトラックを奪うケイシー。だが、ケイシー自身はカールに捕らわれてしまった。
トラックの在り処と、強奪計画の黒幕を知る為に、ケイシーを拷問するカール。口を割らないケイシーに手を焼いたカールは、ケイシーの親しい者(ジュリエット)の拉致を部下に命じた。ジュリエットを救う為に脱出し、カール所有の高級車を奪うケイシー。その車には、カールが麻薬の取り引きに使う金が隠されており、ケイシーは期せずして500万ドルを手に入れた。
カールと部下たちの追撃をかわし、次々と車を乗り潰しながら、アウトバーンを疾走するケイシー。マフィアのゲランも麻薬の在り処を知ろうと躍起になっていた。ジュリエットの無事を確認したケイシーは、彼女に500万ドルを持たせて逃がし、自分は敢えて警察に逮捕された。
今回の事件について警察で話し、大物を逮捕させる事で、司法取り引きで釈放されるケイシー。ジュリエットは500万ドルで無事に手術を受ける事が出来た。

## キャスト
※括弧内は日本語吹替
- ケイシー - ニコラス・ホルト（杉山大）[2]

自動車泥棒。天才的なドライブテクニックを持つ。現在はゲランの部下として働いているがジュリエットのためにも足を洗おうと決意し、スクラップ工場で働く。
- ジュリエット - フェリシティ・ジョーンズ（合田絵利）

ケイシーの恋人。クラブで働いている。腎臓移植が必要なほどの難病にかかっている。
- マティアス - マーワン・ケンザリ（宮下栄治）

ケイシーの相棒。
- ゲラン - ベン・キングズレー（西村知道）[2]

トルコ人マフィア。表の顔は慈善家。
- ハーゲン・カール - アンソニー・ホプキンス（糸博）[2]

麻薬王。
- ヴォルフガング - ヨアヒム・クロール（堀越富三郎）
- ミルコ - クレーメンス・シック（伊原正明）
- ウォルター - トーマス・バインダー（荒井勇樹）
- カール - ミヒャエル・エップ

ケイシーに車を盗まれる男。
- ジョナス - アレクサンダー・ヨヴァノヴィッチ
- ケイ - クリスティアン・ルーベク

## 登場車種
- フォルクスワーゲン・パサート[2]
- シトロエン・C4[2]
- ボルボ・V70[2]
- ジャガー・XF[2]
- ジャガー・Fタイプ[3][2]
- アストンマーティン・ラピードS[3][2]
- ポルシェ・カイエン[3][2]
- メルセデスベンツ・SLSAMG
- メルセデスベンツ・Mクラス[3]
- シトロエン・C5ブレーク[3]
- フォルクスワーゲン・ゴルフ[3]
- スズキ・SX4[4]

## 公開
アメリカ合衆国では当初レラティビティ・メディアが2015年10月30日に公開すると発表していたが、同社が倒産したことでオープン・ロード・フィルムズに配給権が渡った。オープン・ロード・フィルムズからは2016年4月1日に公開すると発表されたが、その後公開は同年の8月19日に延期され、最終的には2017年2月3日まで延期されることとなった。